# Păuliș (okręg Arad)
Păuliș – wieś w Rumunii, w okręgu Arad, w gminie Păuliș. W 2011 roku liczyła 1751 mieszkańców. 